# Harry Carney

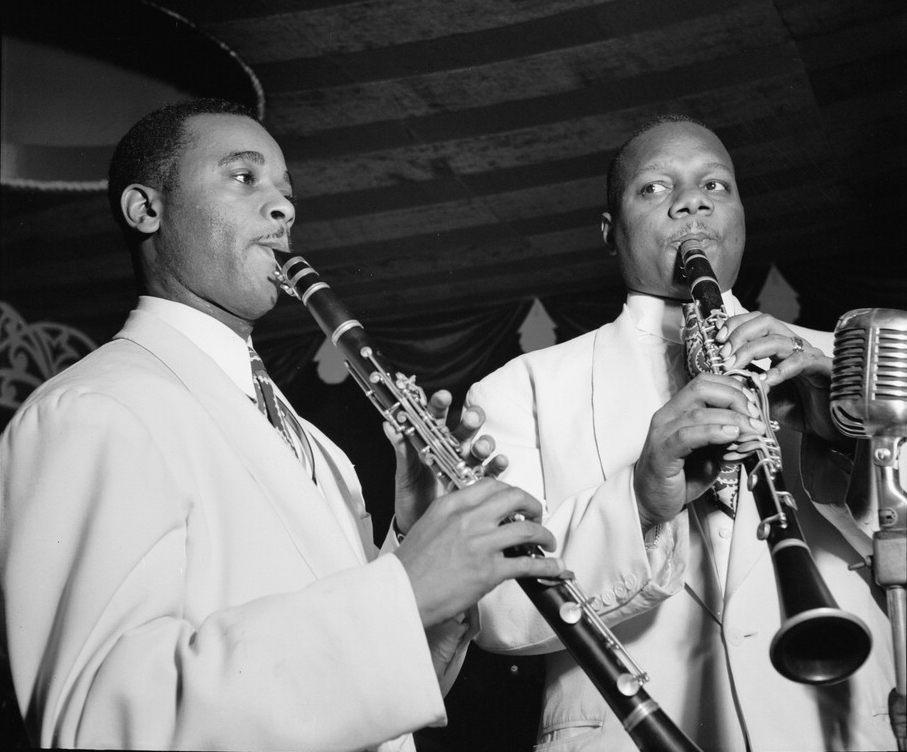
Harry Carney (rechts) met Jimmy Hamilton, november 1946 (foto:William P. Gottlieb).

Harry Howell Carney (Boston, 1 april 1910 - New York, 8 oktober 1974) was een Amerikaanse saxofonist (baritonsaxofoon en altsaxofoon) en klarinettist (ook basklarinet) in de jazz, die vooral bekend werd door zijn werk in het orkest van Duke Ellington. Geen enkele musicus heeft zo lang bij Ellington gewerkt: zo'n 45 jaar. Zijn baritonspel was medebepalend voor het geluid van Ellingtons orkest.

## Biografie
Carney speelde piano, klarinet en altsaxofoon, maar de baritonsaxofoon werd uiteindelijk zijn belangrijkste instrument. Vanaf 1923 speelde hij in lokale bands in Boston, tot zijn jeugdvrienden behoorden Johnny Hodges (later altsaxofonist bij Ellington) en Charlie Holmes. Na een korte tijd in de band van Fess Williams sloot Carney zich rond 1927 aan bij de groep van Ellington, waar hij tot kort voor zijn dood in 1974 zou spelen. In die jaren werd Carney Ellington's vriend en samen reden ze vaak in Carney's auto naar concerten. Over deze trips heeft Geoff Dyer geschreven in zijn boek "But Beautiful: A Book About Jazz". Na Ellington's overlijden zei Carney: "This is the worst day of my life. Without Duke I have nothing to live for". 
Bij Ellington speelde Carney klarinet, (tot ongeveer 1940) altsaxofoon en (vanaf 1944) basklarinet, maar vooral baritonsaxofoon. De bandleider schreef verschillende nummers 'rondom' Carney, zoals "Frustration" (circa 1944-1945) en het "Third Sacred Concert" (1973). Als solist werd hij voor zijn robuuste saxofoongeluid wel ingezet bij succesnummers als "Sophisticated Lady" en "In a Mellow Tone". In latere jaren soleerde hij minder, onder meer door de aanwezigheid van veel ster-solisten in het orkest. Als klarinettist soleerde hij nog wel vaak in "Rockin' in Rhythm", een bekend nummer waarvan Carney mede-componist was.
Naast zijn werk voor Ellington nam hij in de periode 1946-1960 verschillende platen als leider op. Daarnaast was hij sideman bij opnames van Rex Stewart, Harry James, Benny Goodman, Billie Holiday, Teddy Wilson, Lionel Hampton, Billy Taylor, Lonnie Johnson, Cousin Joe en Ike Quebec.

## Technische innovaties
Carney was een van de eerste belangrijke baritonsaxofonisten in de jazz en een van de eersten die hier de techniek van circulaire ademhaling toepaste. Als baritonsaxofonist heeft hij veel latere saxofonisten beïnvloed.

## Discografie
- Harry Carney with Strings, 1954 ('albumpick' Allmusic)
- Moods for Girl and Boy, Verve, 1954